# Leucochrysa (Leucochrysa) bruneola
Leucochrysa (Leucochrysa) bruneola is een insect uit de familie gaasvliegen (Chrysopidae), die tot de orde netvleugeligen (Neuroptera) behoort. De soort komt voor in Brazilië.